# Kingdom Come (album Jaya-Z)
Kingdom Come – album studyjny Jay-a Z wydany 21 października 2006 roku.
Album zawiera 14 utworów w różnorodnej tematyce, od R&B po hip-hop. Album w ciągu pierwszego tygodnia w USA został sprzedany w ilości 680 000 kopii. Pierwszym singlem do płyty był „Show Me What You Got” wyprodukowany przez Just Blaze. Na płycie wśród producentów znaleźli się Dr. Dre, The Neptunes, Just Blaze, DJ Khalil, B-Money i Kanye West.

## Lista utworów
1. „The Prelude” – 2:44
2. „Oh My God” – 4:18
3. „Kingdom Come” – 4:24
4. „Show Me What You Got” – 3:43
5. „Lost One (featuring Chrisette Michele)” – 3:44
6. „Do U Wanna Ride (featuring John Legend)” – 5:29
7. „30 Something” – 4:13
8. „I Made It” – 3:28
9. „Anything (featuring Usher & Pharrell)” – 4:22
10. „Hollywood (featuring Beyoncé)” – 4:18
11. „Trouble” – 4:53
12. „Dig a Hole (featuring Sterling Simms)” – 4:11
13. „Minority Report (featuring Ne-Yo)” – 4:34
14. „Beach Chair (featuring Chris Martin)” – 5:09